# مولاگبوی
مولاگبوی (به انگلیسی: Mullaghboy) یک روستا در بریتانیا است. مولاگبوی ۳۶۴ نفر جمعیت دارد.